# Estación de Saint-Germain-au-Mont-d'Or
La estación de Saint-Germain-au-Mont-d'Or es una estación ferroviaria francesa de la línea París - Marsella, situada en la comuna de Saint-Germain-au-Mont-d'Or, en el departamento de Ródano, en la región de Ródano-Alpes. Por ella transitan únicamente trenes regionales aunque dispone a proximidad de una importante estación de mercancías.

## Historia
La estación fue abierta en 1854 pocos meses después de la puesta en marcha del tramo Châlon-sur-Saône - Lyon por parte de la Compañía de los Ferrocarriles de París a Lyon y al Mediterráneo. Inicialmente era una pequeña estación pero la llegada de la línea férrea Le Coteau - Saint-Germain-au-Mont-d'Or la convirtió en un nudo ferroviario relevante.
En 1905 su estructura se completó con la creación de una estación de clasificación encargada de gestionar el tráfico de mercancías del norte de la ciudad de Lyon. Se aprovechó también para desdoblar un tramo de vías para poder llegar más eficazmente y sin paso por la gran urbe a la estación de Sibelin, otra estación de mercancías situada al sur. En 1953, la estación de clasificación contaba con 35 vías.

## Descripción
La estación de viajeros se compone de tres andenes, uno lateral y dos centrales al que acceden cuatro vías.

## Servicios ferroviarios

### Regionales
Los TER Ródano Alpes recorren los siguientes trazados:
- Línea Villefranche-sur-Saône - Vienne.
- Línea Mâcon - Lyon / Vienne.
- Línea Dijon - Grenoble.
- Línea Roanne - Lyon.